# Tuincentrum

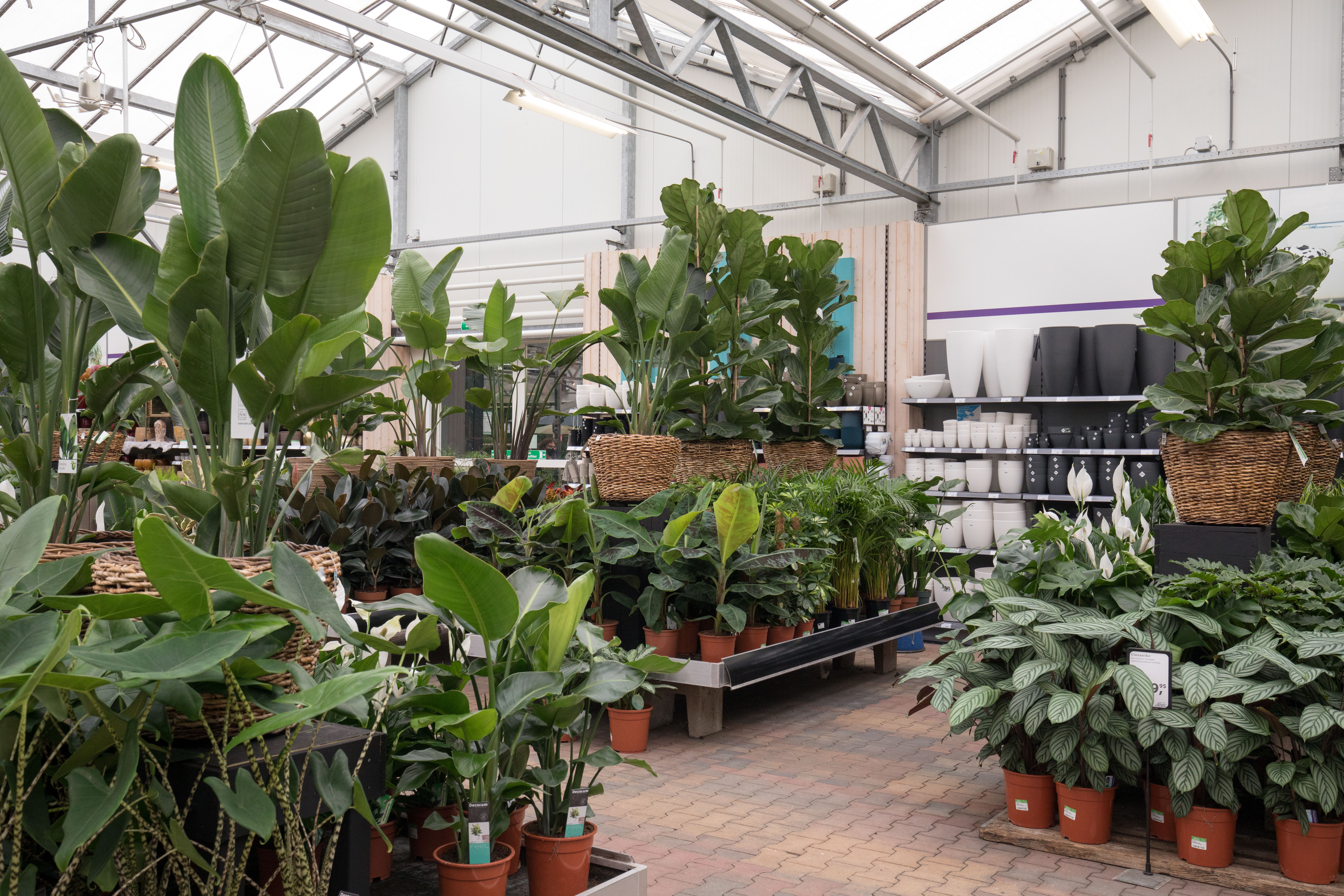
Een tuincentrum in Almere

Een tuincentrum is een winkel gespecialiseerd in de verkoop van tuinartikelen.
Vaak zijn deze winkelcentra deels in broeikassen gevestigd en hebben ze ook een buitengedeelte. In tuincentra worden bomen, planten (zowel tuinplanten als kamerplanten) en bloemen verkocht.
Maar ook veel andere artikelen zoals zaden, tuingereedschap, tuinaarde en potgrond, bestrijdingsmiddelen, meststoffen, bestratingsartikelen zoals stenen, hout voor schuttingen en kunstwerken (uit beton of kunststof gegoten). Ook zijn er vazen, bloempotten, kaarsen en accessoires om een huis aan te kleden te vinden.
Tuincentra richten shows in voor de verkoop van sfeerartikelen rond Kerstmis en Pasen. In de lente en zomer richten tuincentra zich op de verkoop van tuinmeubels en barbecueartikelen. Zij verkopen soms vijverartikelen en vissen, vogelvoer en vuurwerk.
De omzetten van tuincentra zijn de afgelopen decennia flink gestegen door de verbreding van het assortiment. De laatste jaren wordt een deel van het assortiment echter ook verkocht door bouwmarkten, waaronder tuinartikelen zoals gereedschappen en planten.
In Nederland zijn diverse ketens van tuincentra met vestigingen in verschillende plaatsen, zoals Intratuin, Tuincentrum Overvecht, GroenRijk, DekaTuin en Tuinland.